# 斑氏花群海葵
斑氏花群海葵（学名：Zoanthus barnardi）为群体海葵科花群海葵属的动物。分布于南非以及南海西沙群岛等。